# Мизопатес
Мизопатес (лат. Misopates; название у Диоскорида, вероятно от др.-греч. μῖσος, misos — ненависть и πατέω, pateo — вытаптывание) — род травянистых растений семейства Подорожниковые (Plantaginaceae).

## Ботаническое описание
Однолетние травянистые растения. Стебли восходящие или прямостоячие, железисто-опушённые. Листья стеблевые, снизу супротивные, сверху очерёдные, линейные или ланцетные, сидячие, цельнокрайные.
Цветки обоеполые, средней величины, на цветоножках, собраны в очень редкую, конечную кисть. Верхушечные листья значительно превышают цветки; прицветники присутствуют. Чашечка почти до основания 5-раздельная, двусторонне-симметричная, коротко плюсковидная, с заметно неравными линейными и острыми долями. Венчик розовый или пурпурный, реже белый, с цилиндрической недлинной трубкой, двугубый, с 2-лопастной верхней и 3-лопастной нижней губой, с закрытым волосистым зевом (масковидный), цилиндрический или кувшинчатый, 10—15 мм длиной, при основании с мешковидным расширением. Тычинок 4, двусильные, прикреплены у основания трубки венчика, нити голые; стаминодий 1, языковидный. Завязь двугнёздная; рыльце головчатое. Плод — неравнобокая (косояйцевидная) коробочка, (5) 7—11 мм длиной, вскрывается на верхушке 3-зубчатыми отверстиями — переднее гнездо двумя, а заднее одним. Семян 200—250, тёмно-коричневые, продолговатые или обратнояйцевидные, мелкобугорчатые. x = 8.

## Виды
Род включает 8 видов:
- Misopates calycinum (Lange) Rothm.
- Misopates chrysothales (Font Quer) Rothm.
- Misopates font-queri (Emb.) Ibn Tattou
- Misopates marraicum D.A.Sutton
- Misopates microcarpum (Pomel) D.A.Sutton
- Misopates oranense (Faure) D.A.Sutton
- Misopates orontium (L.) Raf. typus — Мизопатес горный
- Misopates salvagense D.A.Sutton